# Man-Made Women
Man-Made Women (Brasil: A Malcasada ) é um filme mudo norte-americano dirigido por Paul L. Stein e lançado em 1928.
No elenco, Leatrice Joy e H. B. Warner.